# Emanuelle u Americi
Emanuelle u Americi (tal. Emanuelle in America), talijanski erotski film iz 1976. godine u režiji Joea D'Amata i s Laurom Gemser u trećoj ulozi reporterke Emanuelle.
Film je poznat po eksplicitnim scena seksa, a osobito po sceni masturbacije konju. Osim erotskih prizora, u ovom su filmu zamjetni i grafički prizori nasilja te scene strave.
Uradak je poznat i pod alternativnim engleskim naslovom Brutal nights. DVD izdanje pušteno je u prodaju 24. lipnja 2003. godine.

## Sadržaj
Fotoreporterka Emanuelle (Laura Gemser) putujući po svijetu u potrazi za dobrom pričom sudjeluje u orgijama organiziranim u visokim krugovima. Nastojeći razotkriti korupciju vladinih dužnosnika otkriva šokantni dokaz o međunarodnoj organizaciji snimatelja i distributera snuff filmova.

## Uloge
- Laura Gemser - Emanuelle
- Gabrielle Tinti - Alfredo Elvize, vojvoda od Mounte Elbe
- Roger Browne - senator
- Riccardo Salvino - Bill
- Paola Senatore - Laura Elvize
- Maria Piera Regoli - Diana Smith

## Poveznice
- Crna Emanuelle (filmski serijal)